# HC Davos
Der HC Davos ist ein Schweizer Eishockeyclub aus Davos im Kanton Graubünden der in der National League spielt. Der HCD ist mit 31 Titeln Rekordmeister. Der Club trägt seine Heimspiele in der Zondacrypto Arena in Davos Platz aus, einem architektonisch aussergewöhnlichen Holzbau.

## Geschichte

### Die Anfänge
1918 erfolgte die Gründung des ersten Hockey Clubs Davos durch Kurt Wüst als Schüler- und Gästeclub. Der eigentliche Hockey Club Davos wurde 1921 durch Paul «Putzi» Müller gegründet – ein Jahr später nahm der Verein das erste Mal an der Schweizer Meisterschaft teil. Durch die Durchführung des ersten Turniers um den Spengler Cup, der von Carl Spengler gestiftet wurde, wurde 1923 der Grundstein für eines der bedeutendsten Club-Turniere gelegt. 1926 gewann der HC Davos erstmals die Schweizer Meisterschaft.
1948 gewann der HC Davos die 20. Schweizer Meisterschaft, das Davoser Eisstadion wurde modernisiert und bekam die ersten ein Meter hohen Banden, die auch bei den Olympischen Spielen in St. Moritz verwendet wurden. 1950 gewann der HC Davos erneut die Schweizer Meisterschaft, und einer der Stars der damaligen Zeit, Bibi Torriani, beendete seine Karriere. In den folgenden Jahren gelang es dem HCD mehrfach, den Spengler Cup zu gewinnen.

### Die 1950er, 60er und 70er
In der Saison 1959/60 gelang es der Mannschaft des HC Davos wieder, Schweizer Meister zu werden, allerdings musste das letzte Spiel mangels Eis im Hallenstadion in Zürich ausgetragen werden. Die Davoser Kunsteisbahn wurde daraufhin am 26. Dezember 1960 mit dem Meisterschaftsspiel Davos – Zürcher SC feierlich eröffnet. Neun Jahre später zur Saison 1969/70 musste der HC Davos den Gang in die Nationalliga B antreten. Während dieser Spielzeit wurde Toni Morosani erneut Präsident des HCD, und die Davoser Mannschaft verpasste den Wiederaufstieg um einen Rang. Der HC Davos verblieb über mehrere Jahre in der Nationalliga B, in der Spielzeit 1978/79 kehrte er mit Spielertrainer Cadieux in die Nationalliga A zurück. Im darauffolgenden Jahr wurde die Kunsteisbahn in Davos überdacht, und der HCD erreichte den dritten Platz in der Meisterschaft.

### Die 1980er
Während der Saison 1980/81 musste der amerikanische Trainer Brooks gehen, und «Wädel» Dürst führte den HCD zum Klassenerhalt, beendete nach diesem Jahr aber seine Karriere. Am 26. Dezember 1981 erfolgte die Einweihung der Eissporthalle mit dem Spiel HC Davos (verstärkt) gegen den Kölner EC. 1984 erreichte der HC Davos erneut den Titel des Schweizer Meisters und wiederholte diesen Erfolg im folgenden Jahr. 1986 verlor der HCD den ersten Play-off-Final der Geschichte im Schweizer Eishockey gegen den HC Lugano. 1987 erreichten die Davoser den dritten Rang in der Meisterschaft, 1988 wurden sie Vierter. In diesen Jahren wurden die Abgänge von Leistungsträgern infolge fehlender Finanzen nicht ersetzt. 1989 stieg der Verein zum zweiten Mal in die Nationalliga B ab.

### Die 1990er
1990 stieg der HC Davos in die 1. Liga ab. Unter dem neuen Vorstand mit Werner Kohler als Präsident und mit Lance Nethery als Trainer wurde ein Neubeginn eingeleitet. Das Turnier um den Spengler Cup fand damals das erste Mal ohne den gastgebenden HC Davos statt – der EHC Kloten vertrat die Bündner. In der Saison 1992/93 gelang der Wiederaufstieg in die Nationalliga A. Die langjährigen Spieler Jacques Soguel, Daniele Paganini und Richi Bucher beendeten ihre sportliche Karriere 1991. In der folgenden Saison wurde der Trainer Mats Waltin aus Schweden verpflichtet.
1994/95 erreichte der HCD in der Qualifikationsrunde den vierten Rang. Der erste Play-off-Gegner war Fribourg-Gottéron, gegen die die Davoser zweimal in Fribourg gewannen, aber drei Heimspiele verloren und aus den Play-offs ausschieden. Dafür erreichten die Davoser erneut den Final um den Spengler Cup, den allerdings Färjestad BK mit 3:0 gewann. In der folgenden Spielzeit gelang dem HCD in der Qualifikationsrunde der fünfte Rang; er scheiterte in der ersten Play-off-Runde am EV Zug. Nach der Saison verliess Mats Waltin Davos, der durch den neuen Trainer Arno Del Curto ersetzt wurde. Dieser setzte in seiner ersten Spielzeit bei den Bündnern die drei Ausländer Ken Yaremchuk, Walerij Schyrjajew und Sergei Petrenko ein, um das Saisonziel Halbfinal zu erreichen.
In der Saison 1997/98 beendete der HCD die Qualifikationsrunde auf dem dritten Rang und kam nach vier Siegen gegen den HC Lugano und weiteren vier Siegen gegen HC Fribourg-Gottéron in den Final. Im sechsten Play-off-Spiel wurde der EV Zug erstmals Schweizer Meister und der HC Davos Vize-Meister. Im folgenden Jahr erreichte die Mannschaft des HCD den sechsten Platz in der Qualifikationsrunde und scheiterte am ersten Play-off-Gegner HC Lugano. Das Team Canada gewann dieses Jahr den Spengler Cup gegen den HC Davos. Auch 2000 schaffte der HCD die Play-off-Qualifikation, schied aber nach fünf Spielen gegen die ZSC Lions in der ersten Runde aus.

### 2000er

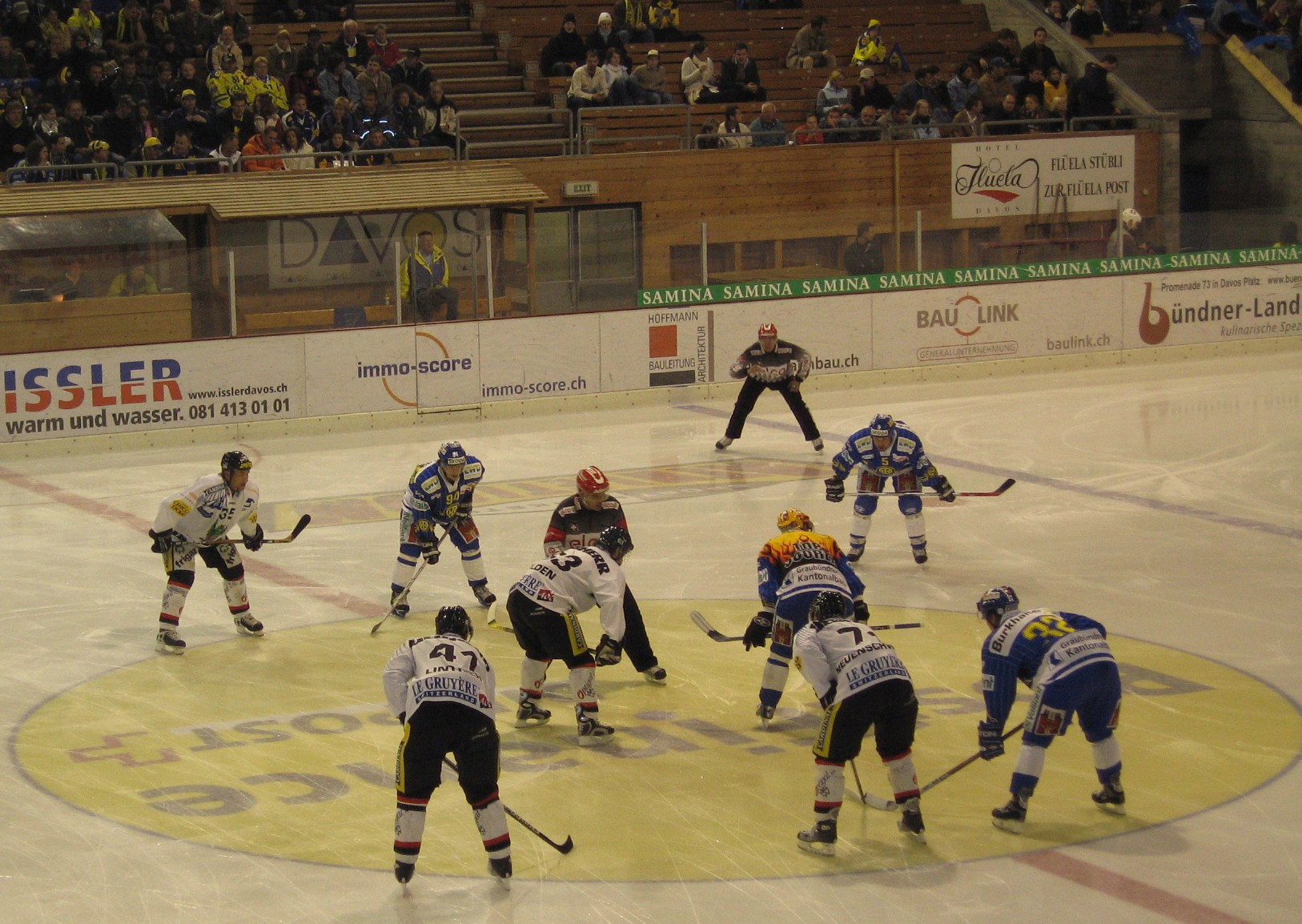
HCD vs. Fribourg-Gottéron

Zur Spielzeit 2000/01 hin verpflichtete der HC Davos die Torhüter Petter Rönnquist und Lars Weibel sowie die Stürmer Kevin Miller (USA), Pat Falloon und Lonny Bohonos (beide aus Kanada), um das Saisonziel Play-off-Qualifikation zu erreichen. Dieses Ziel wurde mit einem dritten Platz in der Hauptrunde erreicht, allerdings scheiterte das Team in der ersten Runde der Play-offs mit 0:4 am SC Bern.
Mit einem kaum veränderten Kader ging es in die nächste Spielzeit, neu im Team waren lediglich der Tscheche Josef Marha und die Schweizer Björn Christen und Benjamin Winkler. Im Herbst gesellten sich noch die aus Amerika zurückgekehrten Reto von Arx und Michel Riesen dazu. Nach der Hauptrunde (Qualifikation) stand der Verein auf Platz eins der Tabelle und besiegte in den Play-offs zunächst den SC Bern mit 4:2, im Anschluss die Kloten Flyers 4:2 und in den Finalspielen die ZSC Lions 4:0. Damit gewann der HC Davos erneut die Schweizer Meisterschaft.
Nach der Meistersaison 2001/02 gab es im Kader des HC Davos keine grossen Änderungen. Beat Equilino beendete seine Karriere, und René Müller wechselte ins Trainermetier und kam sporadisch noch zu Einsätzen in der 1. Mannschaft, in die Claudio Neff im Herbst vom HC Ambrì-Piotta zurückkehrte. Es wurde die Saison der zweiten Plätze. Der HCD verlor den Final des Spengler Cups gegen das Team Canada, beendete die Qualifikationsrunde der NLA auf dem zweiten Platz hinter den ZSC Lions und verlor den Play-off-Final nach einer 2:0-Führung gegen den HC Lugano mit 4:2.
Im Verlauf der Saison 2003/04 verliessen Schlüsselspieler wie Lonny Bohonos den Club, ausserdem gab es Probleme im Finanz- und Managementbereich. Das Team erreichte in der Qualifikationsrunde den vierten Platz und schied in den Play-offs im Viertelfinal gegen die ZSC Lions aus (2:4 in der Serie). Der Zuschauerdurchschnitt fiel um 20 Prozent – einzig beim Spengler Cup waren die Tribünen voll. Der HCD erreichte den Final des Cups und verlor diesen wie im Vorjahr gegen das Team Canada. Um die Lizenz für die nächste Spielzeit zu sichern, wurde eine Task Force gegründet, die eine finanzielle Konsolidierung erreichte und damit die NLA-Lizenz für die folgende Saison erhielt.

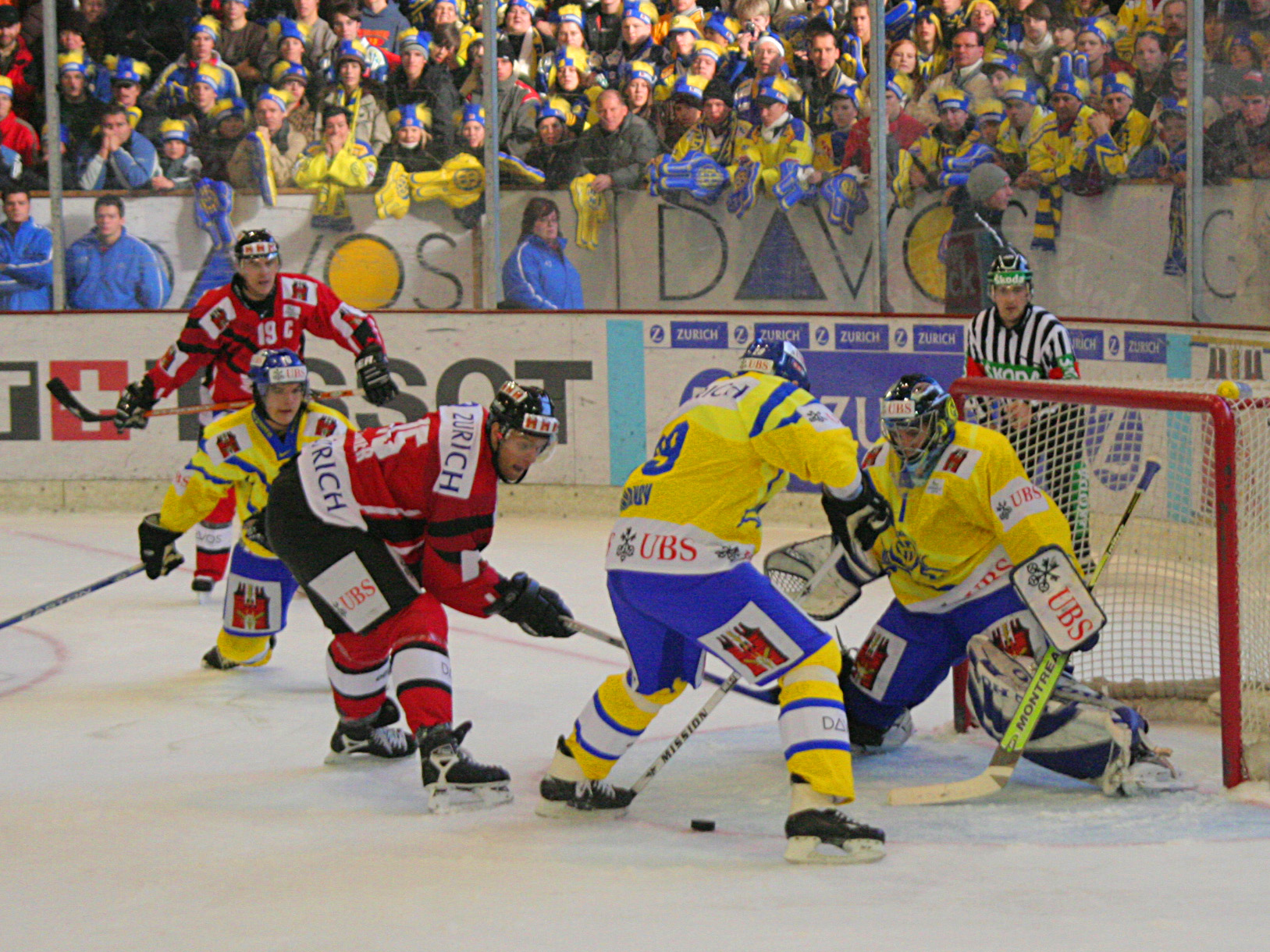
HCD vs. Team Canada am Spengler Cup 2006

In der Saison 2004/05 gewann der HC Davos den Spengler Cup im Final gegen den HC Sparta Prag und errang den 27. Schweizer Meistertitel in einer Finalserie über fünf Spiele (4:1) gegen die ZSC Lions. Zu den Baumeistern des Erfolgs gehörten die bewährten HCD-Stammspieler genauso wie der neue Torhüter Jonas Hiller (Auszeichnung als Aufsteiger des Jahres) und die zwei Nr.-1-Drafts der NHL Joe Thornton und Rick Nash sowie der dritte NHL-Crack Niklas Hagman, die aufgrund des NHL-Lockouts in Europa spielten.
Für das Meisterdouble reichte es in der folgenden Saison nicht – der HC Lugano setzte sich in den Play-offs durch. Beim European Champions Cup in Sankt Petersburg führte Arno Del Curto sein Team auf den dritten Rang. Beim Spengler Cup brillierte die russische Mannschaft von Metallurg Magnitogorsk, während der HCD das Turnier auf dem vierten Platz beendete.
In der Saison 2006/07 gewann der HCD seinen 14. Spengler Cup, bei dem auch der dritte Nr.-1-Draft der NHL, Alexandre Daigle, massgeblich dazu beteiligt war. Im Final der 80. Auflage des Turniers wurde das Team Canada mit 3:2 besiegt.
Am 9. April 2007 gewann der HCD nach sieben Finalspielen gegen den SC Bern erneut den Titel des Schweizer Meisters. Robin Leblanc erzielte im letzten Drittel das einzige und entscheidende Tor für die Bündner. 2008 drehten die Davoser in den Viertelfinals die Serie gegen den EV Zug nach einem 3:0-Rückstand und zogen in den Halbfinal ein. Dort war jedoch Schluss gegen die ZSC Lions.
2009 startete der in der Qualifikation viertplatzierte HC Davos in den Play-offs gegen den HC Lugano. Fünf der ersten sechs Spiele gingen in die Verlängerung. Im siebten Spiel besiegte der HC Davos die Tessiner mit 7:1 und zog in den Halbfinal ein, wo die Blau-Gelben auf Fribourg-Gottéron trafen. Nach einem 1:3-Rückstand drehten die Bündner die Serie zu ihren Gunsten und zogen in den Final der Play-offs ein. Am 13. April 2009 setzte sich der HCD im siebten Spiel der Finalserie gegen die Kloten Flyers durch und wurde zum 29. Mal Schweizer Meister.

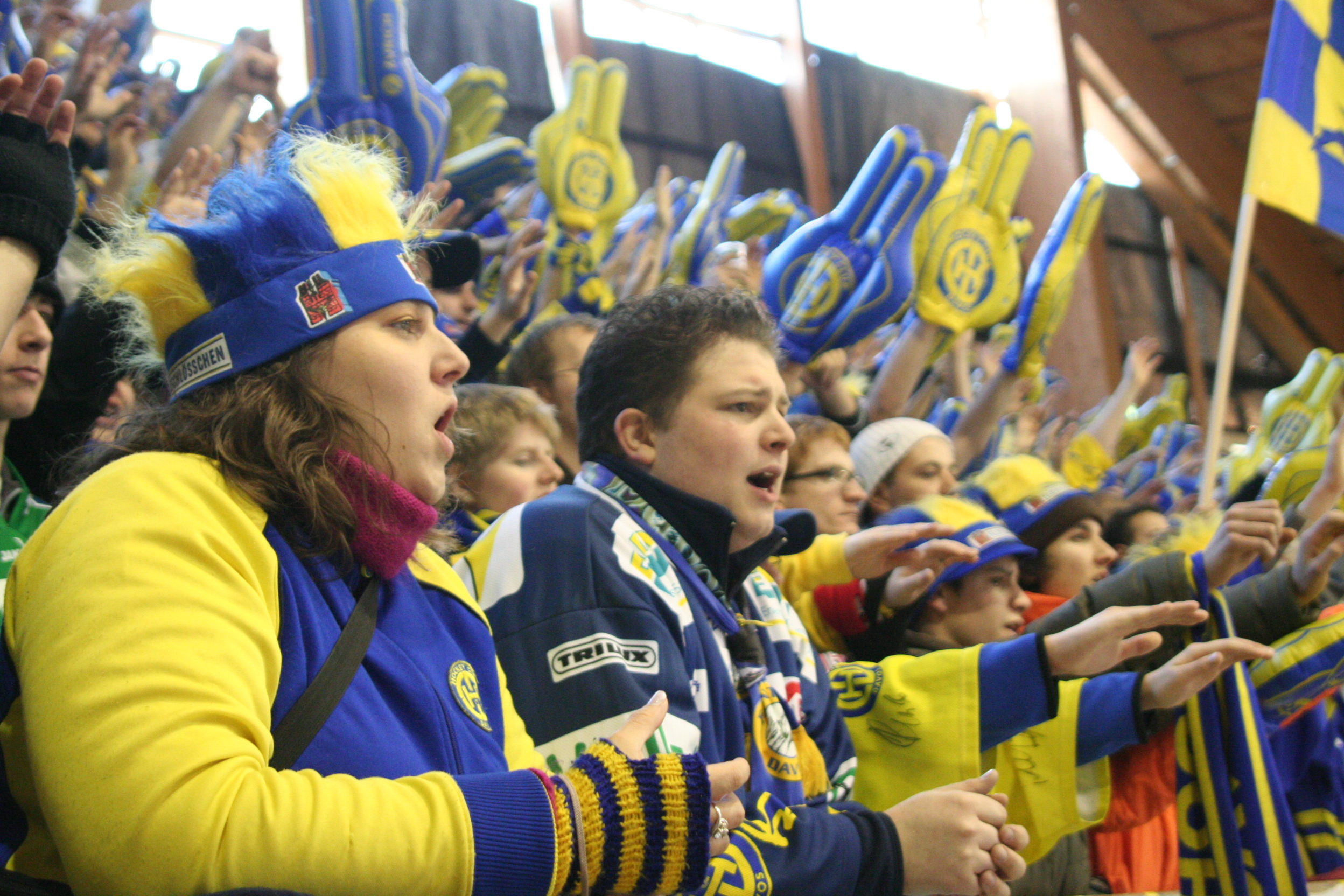
Fans des HCD

Am Ende der Qualifikationsrunde der Saison 2009/10 stand der HC Davos auf dem vierten Tabellenplatz. Im Play-off-Viertelfinal kam es zur Finalreprise gegen die Kloten Flyers. Der HC Davos entschied die ersten beiden Heimspiele für sich, verlor aber das dritte Spiel in der heimischen Vaillant Arena mit 1:3. Auswärts in Kloten gelang ihnen kein Sieg, und so schied der HCD im Viertelfinal mit 2:4 aus.

### Seit 2010
Der HCD gewann in der Saison 2010/11 einen weiteren Schweizer Meistertitel im Final gegen die Kloten Flyers (total 4:2 in Spielen). Sie gewannen das letzte Spiel mit 3:2 in Kloten. Dies nachdem die Bündner zuvor knapp den Qualifikationssieg errungen hatten und sowohl in den Viertelfinals (4:0 gegen Fribourg-Gottéron) als auch im Halbfinal (4:0 gegen den EV Zug) stark aufspielten.
In der Saison 2011/12 verpasste der HC Davos einen erneuten Qualifikationssieg trotz Punktgleichheit mit dem EV Zug aufgrund einer höheren Anzahl verlorener Direktbegegnungen. So begannen die Davoser als Zweitplatzierte die Play-offs, wo sie im Viertelfinal am späteren Meister aus Zürich scheiterten. Die ZSC Lions gewannen die Serie mit 4:0. Immerhin gewann der HCD in dieser Saison zum 15. Mal den Spengler Cup durch einen 3:2-Sieg im Final gegen Dinamo Riga. Die folgende Saison war vor allem durch einen erneuten NHL-Lockout geprägt. So war es möglich, dass die Stars vom letzten Lockout wieder nach Davos zurückkehrten. Joe Thornton und Rick Nash konnten jedoch trotzdem nicht verhindern, dass der HCD um die Play-off-Qualifikation kämpfen musste. Auch die weitere Verstärkung durch Loui Eriksson von den Dallas Stars reichte nicht für den Kampf um Spitzenplätze. Letztlich sicherte sich der HCD durch einen starken Schlussspurt den fünften Platz der Qualifikation. In den Viertelfinals hiess der Gegner erneut ZSC Lions – nach einer 3:1-Führung verlor der HC Davos die Serie mit 3:4 und somit zum allerersten Mal überhaupt ein 7. Spiel seit der Einführung der Best-of-Seven Playoffs.
Auf die Saison 2013/14 hin gab es grosse Veränderungen, so kehrte Andres Ambühl nach Davos zurück, während Josef Marha und Petr Taticek nach vielen Jahren den HCD verliessen. Die Saison startete stark, und die Davoser grüssten im Oktober noch von der Tabellenspitze. Gegen Ende der Saison hin stürzte der HCD aber noch auf den 6. Platz ab und traf somit in den Play-offs auf die Kloten Flyers. Der HC Davos verlor diese Serie mit 2:4 und musste somit das 3. Ausscheiden im Viertelfinal hintereinander hinnehmen. Ausserdem beendete auf Ende Saison der langjährige Davoser Stammspieler und Captain Sandro Rizzi seine Karriere, und mehrere arrivierte Spieler verliessen den HCD. Ersetzt wurden diese durch junge Talente.
In der Saison 2014/15 beendete der HC Davos die Hauptrunde der National League A nur auf dem fünften Platz, setzte sich dann aber in den Play-offs in der Viertelfinalserie gegen den EV Zug und in der Halbfinalserie gegen den SC Bern durch. Die Finalserie gewann der HC Davos schliesslich mit 4:1 gegen die ZSC Lions und gewann damit zum 31. Mal die Schweizer Meisterschaft.
In der Saison 2015/16 schloss der HCD die Qualifikation als zweitbeste Mannschaft ab, in den folgenden Play-offs schied man im Halbfinal gegen den späteren Meister SC Bern aus. 2016/17 stand man erneut unter den besten vier Mannschaften, nachdem die Qualifikation auf dem fünften Platz beendet wurde, verpasste den Einzug in den Final aber in der Serie gegen Zug (2:4-Siege). Eine Besonderheit der Saison war, dass Trainer Del Curto auf ein sehr junges Torhüterduo (Gilles Senn und Joren van Pottelberghe) gesetzt und damit den Umbruch auf dieser Position eingeleitet hatte.
2017 wurde der ehemalige Spieler Marc Gianola CEO des HC Davos. In der Saison 2017/18 schied Davos im Play-off-Viertelfinal gegen Biel (2:4-Siege) aus, so früh war der HCD seit 2014 nicht mehr in der Meisterrunde gescheitert.
Im November 2018 trat Arno Del Curto nach 22 Jahren im Amt (und sechs Meistertiteln mit dem HCD) als Cheftrainer zurück. Nachfolger wurde Harijs Vītoliņš, nachdem übergangsweise Michel Riesen eingesprungen war. Vītoliņš blieb bis zum Ende des Spieljahres 2018/19 im Amt, im April 2019 wurde Christian Wohlwend als neuer Trainer eingestellt. Als Sportlicher Leiter stiess Raeto Raffainer in der Sommerpause 2019 zum HCD-Stab.
2023 stieg der HC Davos mit der Übernahme des Hockey Team Thurgau in die Women’s League ein. Seither spielen die HC Davos Ladies in der höchsten Spielklasse im Schweizer Fraueneishockey.

## Fans
Der HC Davos hat im Gegensatz zu den meisten anderen NLA-Klubs Fans in der ganzen Schweiz. Bei Auswärtsspielen im Unterland gibt es oft überdurchschnittliche Zuschauerzahlen, und die Gästesektoren sind gut gefüllt. Erklären lässt sich dies durch die Beliebtheit von Davos als Feriendestination, den sportlichen Erfolg, die grosse mediale Präsenz durch den Spengler Cup und die grosse Anzahl im Unterland lebender Bündner.

### Rivalitäten
Eigentliche Rivalitäten oder Derbies hat der HC Davos seit den Abstiegen des EHC Arosa und des EHC Chur nicht mehr, einzig der HC Lugano wird von vielen Fans als Erzrivale bezeichnet. Jedoch sind Spiele gegen den SC Bern und die ZSC Lions immer besonders gut besucht und werden von vielen Fans als Klassiker bezeichnet.

## Kader der Saison 2024/25
Stand: 1. Juli 2025
| Nr. | Nat.                | Spieler             | Pos. | Geburtsdatum       | im Team seit | Geburtsort                |
| --- | ------------------- | ------------------- | ---- | ------------------ | ------------ | ------------------------- |
| 29  | Schweiz             | Sandro Aeschlimann  | G    | 26. Dezember 1994  | 2019         | Zäziwil, Schweiz          |
| 51  | Schweiz             | Luca Hollenstein    | G    | 5. März 2000       | 2024         | Mosnang, Schweiz          |
| 1   | Schweiz             | Laurin Solèr        | G    | 18. Februar 2006   | 2023         | Zürich, Schweiz           |
| 55  | Schweden            | Calle Andersson     | D    | 16. Mai 1994       | 2024         | Malmö, Schweden           |
| 57  | Schweiz             | Davyd Barandun      | D    | 2. Januar 2000     | 2017         | Sumy, Ukraine             |
| 6   | Schweden            | Klas Dahlbeck – A   | D    | 6. Juli 1991       | 2022         | Katrineholm, Schweden     |
| 20  | Schweiz             | Michael Fora        | D    | 30. Oktober 1995   | 2022         | Giubiasco, Schweiz        |
| 38  | Schweiz             | Lukas Frick         | D    | 15. September 1994 | 2025         | Züberwangen, Schweiz      |
| 77  | Schweiz             | Nico Gross          | D    | 26. Januar 2000    | 2024         | Pontresina, Schweiz       |
| 12  | Frankreich          | Enzo Guebey         | D    | 6. Mai 1999        | 2023         | Sallanches, Frankreich    |
| 90  | Schweiz             | Sven Jung – A       | D    | 5. Januar 1995     | 2014         | Oberthal, Schweiz         |
| 64  | Schweiz             | Simon Müller        | D    | 7. August 2006     | 2021         | Zug, Schweiz              |
| 26  | Schweiz Niederlande | Guus Van der Kaaij  | D    | 18. April 2007     | 2024         | Blaricum, Niederlande     |
|     | Schweden            | Rasmus Asplund      | C    | 3. Dezember 1997   | 2025         | Filipstad, Schweden       |
| 70  | Schweiz             | Enzo Corvi – A      | C    | 23. Dezember 1992  | 2012         | Cazis, Schweiz            |
| 95  | Schweiz             | Chris Egli          | LW   | 19. März 1996      | 2015         | Sursee, Schweiz           |
| 93  | Schweiz             | Yannick Frehner     | RW   | 21. Februar 1998   | 2017         | Schweiz                   |
| 8   | Schweiz             | Rico Gredig         | F    | 1. Februar 2005    | 2023         | Schweiz                   |
| 72  | Schweiz             | Tino Kessler        | F    | 1. Mai 1996        | 2024         | Weesen, Schweiz           |
| 36  | Schweiz             | Simon Knak          | W    | 27. Januar 2002    | 2021         | Zürich, Schweiz           |
| 22  |                     | Brendan Lemieux     | LW   | 15. März 1996      | 2024         | Denver, Colorado, USA     |
| 42  | Schweden            | Joakim Nordström    | LW   | 25. Februar 1992   | 2022         | Tyresö, Schweden          |
| 66  | Schweiz             | Valentin Nussbaumer | C    | 25. September 2000 | 2021         | Delsberg, Schweiz         |
| 21  | Schweiz Niederlande | Julian Parrée       | C    | 13. Januar 2003    | 2024         | Alkmaar, Niederlande      |
| 15  | Schweden            | Simon Ryfors        | C    | 16. August 1997    | 2024         | Stockholm, Schweden       |
| 44  | Tschechien          | Matěj Stránský      | RW   | 11. Juli 1993      | 2021         | Ostrava, Tschechien       |
| 19  | Kanada              | Adam Tambellini     | C    | 1. November 1994   | 2024         | Edmonton, Alberta, Kanada |
| 25  | Schweiz             | Beni Waidacher      | F    | 15. April 2006     | 2019         | Schweiz                   |
| 18  | Tschechien          | Filip Zadina        | RW   | 27. November 1999  | 2024         | Pardubice, Tschechien     |

Trainerstab
| Pos.             | Nat.     | Name             | Geburtsdatum    | Im Team seit | Geburtsort               |
| ---------------- | -------- | ---------------- | --------------- | ------------ | ------------------------ |
| Cheftrainer      | Kanada   | Josh Holden      | 18. Januar 1978 | 2023         | Calgary, Alberta, Kanada |
| Assistenztrainer | Finnland | Waltteri Immonen | 3. April 1967   | 2019         | Helsinki, Finnland       |
| Assistenztrainer | Kanada   | Glen Metropolit  | 25. Juni 1974   | 2022         | Toronto, Ontario, Kanada |

## Meistermannschaften
Alle Meistermannschaften des HC Davos seit Einführung der Playoffs 1985/86.

### 2001/02
| Torhüter     | Jonas Hiller, Lars Weibel |
| Verteidigung | Beat Equilino, Beat Forster, Joël Fröhlicher, Marc Gianola, Mark Heberlein, Andrea Häller, Michael Kress, Ralph Ott, Jan von Arx, Benjamin Winkler                                                                  |
| Stürmer      | Andres Ambühl, Lonny Bohonos, Andreas Camenzind, Björn Christen, Patrick Fischer, Josef Marha, Kevin Miller, Rene Müller, Claudio Neff, Thierry Paterlini, Michel Riesen, Sandro Rizzi, Fabian Sutter, Reto von Arx |
| Trainer      | Arno Del Curto, Konstantin Kurashev |

### 2004/05
| Torhüter     | Jonas Hiller, Thomas Bäumle, Florian Kindschi |
| Verteidigung | Florian Blatter, Beat Forster, Marc Gianola, Silvan Holdener, Andrea Häller, Michael Kress, Arne Ramholt, Jan von Arx, Benjamin Winkler                                                                      |
| Stürmer      | Andres Ambühl, Björn Christen, Peter Guggisberg, Niklas Hagman, Steivan Hasler, Josef Marha, Laurent Müller, Rick Nash, Claudio Neff, Michel Riesen, Sandro Rizzi, Fabian Sutter, Joe Thornton, Reto von Arx |
| Trainer      | Arno Del Curto, Harold Kreis, Rene Müller |

### 2006/07
| Torhüter     | Jonas Hiller, Carlo Item, Florian Kindschi |
| Verteidigung | Václav Benak, Florian Blatter, Alexander Chawanow, Gian-Marco Crameri, Andreas Furrer, Marc Gianola, Andrea Häller, Pascal Müller, Jan von Arx, Benjamin Winkler                                                                           |
| Stürmer      | Andres Ambühl, Andre Baumann, Loïc Burkhalter, Alexandre Daigle, Peter Guggisberg, Zbyněk Irgl, Robin Leblanc, Josef Marha, Michel Riesen, Sandro Rizzi, Yves Sarault, Petr Tatíček, Václav Varaďa, Reto von Arx, Dino Wieser, Marc Wieser |
| Trainer      | Arno Del Curto, Remo Gross |

### 2008/09
| Torhüter     | Leonardo Genoni, Reto Berra |
| Verteidigung | Florian Blatter, Beat Forster, Andreas Furrer, Lukas Gerber, Marc Gianola, Robin Grossmann, Lukas Stoop, Jan von Arx                                                                                     |
| Stürmer      | Andres Ambühl, Dario Bürgler, Alexandre Daigle, Peter Guggisberg, Lee Jinman, Robin Leblanc, Josef Marha, Michel Riesen, Sandro Rizzi, Petr Sýkora, Petr Tatíček, Reto von Arx, Dino Wieser, Marc Wieser |
| Trainer      | Arno Del Curto, Remo Gross |

### 2010/11
| Torhüter     | Leonardo Genoni, Remo Giovannini, Janick Schwendener |
| Verteidigung | René Back, Beat Forster, Robin Grossmann, Samuel Guerra, Tim Ramholt, Lukas Stoop, Ramon Untersander, Jan von Arx |
| Stürmer      | Jaroslav Bednář, Dario Bürgler, Peter Guggisberg, Mathias Joggi, Josef Marha, Joel Reymondin, Sandro Rizzi, Grégory Sciaroni, Peter Sejna, Janick Steinmann, Petr Sýkora, Petr Tatíček, Reto von Arx, Dino Wieser, Marc Wieser |
| Trainer      | Arno Del Curto, Remo Gross |

### 2014/15
| Torhüter     | Leonardo Genoni, Gilles Senn |
| Verteidigung | Luca Camperchioli, Félicien Du Bois, Beat Forster, Samuel Guerra, Fabian Heldner, Sven Jung, Simon Kindschi, Ville Koistinen, Claude-Curdin Paschoud, Noah Schneeberger, Jan von Arx                                                            |
| Stürmer      | Marc Aeschlimann, Andres Ambühl, Dick Axelsson, Enzo Corvi, Grégory Hofmann, Mauro Jörg, Perttu Lindgren, Marcus Paulsson, Tyler Redenbach, Grégory Sciaroni, Lukas Sieber, Dario Simion, Reto von Arx, Samuel Walser, Dino Wieser, Marc Wieser |
| Trainer      | Arno Del Curto, Remo Gross |

## Bekannte ehemalige Spieler
- Andres Ambühl
- Jean Ayer
- Reto Berra
- Lonny Bohonos
- Richi Bucher
- Dario Bürgler
- Hans Cattini
- Ferdinand Cattini
- Alexandre Daigle
- Radek Dvořák
- Todd Elik
- Beat Equilino
- Loui Eriksson
- Marc Gianola
- Peter Guggisberg
- Niklas Hagman
- Jonas Hiller
- Jonas Höglund
- Kelly Kisio
- Dan LaCouture
- Josef Marha
- Kevin Miller
- Rick Nash
- Lance Nethery
- Nino Niederreiter
- Petteri Nummelin
- Michel Riesen
- Sandro Rizzi
- Jacques Soguel
- Mark Streit
- Petr Tatíček
- Joe Thornton
- Richard Torriani
- Václav Varaďa
- Jan von Arx
- Reto von Arx
- Lars Weibel
- Ron Wilson
- Dino Wieser

### Gesperrte Trikotnummern
- # 5 Marc Gianola
- # 56 Dino Wieser[15]
- # 69 Sandro Rizzi
- # 78 Jan von Arx
- # 83 Reto von Arx

## Trainerchronik
| Saison    | Trainer                                             |
| --------- | --------------------------------------------------- |
| 1925–1927 | Samy Pierce                                         |
| 1928–1932 | Bobby Bell                                          |
| 1933–1937 | Ferdinand Cattini / Hans Cattini / Richard Torriani |
| 1937–1938 | Jack Steadman                                       |
| 1938–1939 | Buzz Cronk                                          |
| 1940–1946 | Ferdinand Cattini / Hans Cattini / Richard Torriani |
| 1946–1947 | Sunny Hunter                                        |
| 1947–1948 | Wyn Cook                                            |
| 1948–1949 | Milan Matouš                                        |
| 1949–1950 | Josef Maleček                                       |
| 1950–1951 | Red Griffin                                         |
| 1951–1952 | Don Man                                             |
| 1952–1953 | Don Appleton                                        |
| 1953–1962 | Stu Robertson                                       |
| 1962–1963 | Ed Reigle                                           |
| 1963–1964 | Gerry James                                         |
| 1964–1965 | Barry Thorndycraft                                  |
| 1965–1968 | Jan Sobotkiewicz                                    |
| 1968–1969 | Václav Frýzek                                       |
| 1969–1971 | Richard Torriani                                    |
| 1971–1974 | Wayne Hall                                          |
| 1974–1975 | Gery Diethelm                                       |
| 1975–1976 | Toby O’Brian / Gery Diethelm                        |
| 1976–1978 | Stu Robertson                                       |
| 1978–1980 | Paul-André Cadieux                                  |
| 1980–1981 | Herb Brooks / Walter Dürst                          |
| 1981–1982 | Craig Sarner                                        |
| 1982–1985 | Dan Hobér                                           |
| 1985–1987 | Ron Ivany                                           |
| 1987–1988 | Juhani Wahlsten                                     |
| 1988–1989 | Jozef Golonka / Ron Wilson / Gery Diethelm          |
| 1989–1990 | Bengt Ericsson / Glenn Williamson                   |
| 1990–1992 | Lance Nethery                                       |
| 1992–1996 | Mats Waltin                                         |
| 1996–2018 | Arno Del Curto                                      |
| 2018–2019 | Harijs Vītoliņš                                     |
| 2019–2023 | Christian Wohlwend                                  |
| 2023      | Waltteri Immonen und Glen Metropolit                |
| seit 2023 | Josh Holden                                         |